# Хлебодаровский
Хлебодаровский — хутор в Лабинском районе Краснодарского края. Входит в состав Вознесенского сельского поселения.

## География
Хутор расположен в 10 км северо-западнее административного центра поселения — станицы Вознесенской, на правом берегу реки Чамлык. 

## Население
| 2002 | 2010 |
| ---- | ---- |
| 111  | ↘83  |

## Улицы
- ул. 40 лет Победы,
- ул. Карла Маркса.